# Каплиця РКЦ (Пилява)
Каплиця РКЦ у Пиляві — римсько-католицька церква в селі Пиляві Тернопільської области України.

## Відомості
- 1911 — засновано парафіяльну експозитуру.
- 1913 — підготовлено каміння для будівництва філіальної каплиці.
- 20 червня 1934 — отримано дозвіл на будівництво святині, яке завершилося 1935 р. (освячена 19 жовтня того ж року).

Нині вцілілу каплицю використовують як господарську будівлю.

## Настоятелі
- о. Петро Соколовський.